# Kurzhaarige Istrianer Bracke
Die Kurzhaarige Istrianer Bracke (istarski kratkodlaki gonič) ist eine von der FCI (Nr. 151, Gr. 6 Sek. 1.2) anerkannte Hunderasse aus Kroatien.

## Herkunft und Geschichtliches
Die genaue Herkunft dieses alteingesessenen Laufhundes ist wohl kaum zu ermitteln. Schon auf Fresken (1474, Marienkapelle in Beram bei Pazin), Gemälden (u. a. Tizian, erste Hälfte des 18. Jahrhunderts) und Chroniken (1719, Bischof Bakić aus Đakovo) ist dieser Typ abgebildet. Das Zuchtbuch wurde allerdings erst spät eröffnet, wie so oft bei Hunden, die ganz selbstverständlich gebraucht werden. Die ersten Eintragungen datieren von 1924. 1949 erfolgte die Anerkennung durch die FCI, allerdings wurde ein Standard erst 1973 veröffentlicht.

## Beschreibung
Kurzhaarige Istrianer Bracken sind bis 50 cm große und 18 kg schwere Laufhunde von „vornehmer“ Gestalt. Die Grundfarbe des Fells ist weiß mit gelb-orangen Abzeichen, das Haar ist kurz und fein. Die säbelförmige Rute ist hoch angesetzt und dünn. Die hängenden Ohren sind mittellang bis lang und können nach vorne gelegt bis zur Nasenspitze reichen, müssen aber mindestens halb so lang sein.

## Verwendung
Jagdhund, Schweißhund